# Promises to Keep
Promises to Keep è un documentario del 1988 prodotto da Ginny Durrin candidato al premio Oscar al miglior documentario.